# Children's High Level Group
Children's High Level Group (CHLG) é uma instituição beneficente criada pela escritora J.K.Rowling e pela baronesa Emma Nicholson de Winterbourne, membro do Parlamento Europeu, no ano de 2005.

## Os Contos de Beedle, o Bardo
A própria baronesa citou a instituição no livro Os Contos de Beedle, o Bardo:
" O CHLG tem por objetivo implementar plenamente a convenção das Nações Unidas sobre os Direitos da Criança em toda a Europa e no mundo inteiro".
Um exemplar do livro escrito à mão por J.K.Rowling foi leiloado para se obter fundos para o CHLG, tornando-se o manuscrito literário vendido por maior valor; em dezembro de 2008, o livro foi publicado comercialmente. Nos primeiros três dias após o lançamento, 367.625 exemplares do livro foram vendidos, e assim a CHLG obteve mais 2,6 milhões de dólares com Beedle.

## Atuação
O CHLG atua na Romênia, República Tcheca, Armênia, Moldávia e Geórgia.